# Бекренев, Александр Фёдорович
Александр Фёдорович Бекренев (род. 10 июля 1945; село Тахта, Хабаровский край, РСФСР, СССР) — советский и российский спортсмен-биатлонист, мастер спорта СССР по лыжным гонкам, Заслуженный тренер России (1998).

## Биография
Александр Фёдорович Бекренев был удостоен звания мастера спорта СССР по лыжным гонкам в 1970 году. С 1979 года работал в Свердловском областном совете «Динамо» и Российском центре «Динамо» тренером по биатлону. За время работы под его руководством прошли подготовку 10 мастеров спорта и 2 мастера спорта международного класса (И. Салова и Р. Звонков).
В начале 1989 года Бекренев получил приглашение стать главным тренером команды биатлонистов Красноярского края. Александр Фёдорович способствовал открытию отделения биатлона в Дивногорском училище олимпийского резерва. Красноярский край по успехам спортсменов вошел в число лидеров в сфере биатлона по России. Всего за время своей работы в Красноярском крае А.Ф. Бекренев подготовил: 1 мастера спорта международного класса; 12 мастеров спорта; чемпионку Мира, Европы и России Н. Гелеверя; призера чемпионатов Мира и Европы, обладателя Кубка Европы, участницу чемпионата Мира Н. Слесаренко; многократных чемпионок и призеров России И. Гарееву, Е. Иванову, Т. Коношонок и многих других известных спортсменов.
В начале 2000-х Бекренев проходил службу в правоохранительных органах в качестве старшего преподавателя учебного центра профессиональной подготовки в звании подполковника милиции, при этом совмещал службу с должностью старшего тренера края по биатлону.
На данный момент является президентом спортивного клуба «ДИН-АТЛОН».